# Matthew Pilkington
Matthew Pilkington (1701–1774), prêtre de l'Église d'Irlande, écrivain et historien de l'art, est l'auteur d'un texte de référence sur les peintres connu sous le nom de Dictionnaire de Pilkington. Sa première épouse est la poétesse et mémorialiste Laetitia Pilkington et leur deuxième fils est le chanteur et écrivain John Carteret Pilkington (en).

## Carrière
Né en 1701 dans le comté de King, il est le fils de William Pilkington, à l'origine horloger qui tient plus tard une brasserie à Dublin et meurt en 1748, et sa femme Alice, décédée en 1749. Il entre au Trinity College de Dublin, où il est élu boursier en 1721 et obtient son baccalauréat en 1722, et est ordonné diacre dans l'Église d'Irlande en 1723. En 1725, lorsqu'il obtient une maîtrise, il est lecteur à l'église St Andrew de Dublin et courtise une paroissienne, Laetitia van Lewen. Le couple se marie le 31 mai et tous deux deviennent amis avec Jonathan Swift, le doyen de la cathédrale Saint-Patrick de Dublin, qui encourage leurs dons pour la poésie et la satire et les présentent à d'autres personnalités littéraires irlandaises telles que Mary Barber (en), Constantia Grierson et Patrick Delany.
Grâce à l'influence de Swift, Matthew obtient le poste d'aumônier du lord-maire de Londres en 1732 et, laissant Laetitia à Dublin, il côtoie des personnalités de premier plan de la scène théâtrale et littéraire anglaise, dont Alexander Pope. Cependant, il s'oppose également à des personnes influentes et est emprisonné en 1734. De retour discrètement à Dublin après sa libération, il a perdu le soutien de la plupart des personnalités littéraires irlandaises, notamment Swift, et s'est plutôt associé à des personnages tels que le peintre coquin James Worsdale et Edward Walpole, le fils dissolu du Premier ministre. S'ensuit une rupture très publique avec Laetitia, qui se termine par un divorce ecclésiastique en 1738, le laissant comme la partie supposée innocente avec la garde de leurs enfants.
Bien qu'il vive à Dublin, il obtient ensuite des postes ecclésiastiques dans des villages extérieurs et se consacre à l'histoire de l'art. Dans cette entreprise, il bénéficie du soutien continu de Charles Cobbe, archevêque de Dublin de 1743 à 1765, puis de son fils Thomas Cobbe, agissant en tant que secrétaire et utilisant sa connaissance des peintures pour aider à constituer leur collection à Newbridge Demesne. Malgré des revenus modestes, il acquiert également quelques œuvres importantes pour lui-même. En 1770, il publie l'ouvrage majeur pour lequel il est célèbre : The Gentleman's and Connoisseur's Dictionary of Painters. Il meurt à Dublin le 18 juillet 1774, sa seconde épouse vivant jusqu'en 1785.

## Famille
Sa première épouse, Laetitia van Lewen, née vers 1709 à Cork et de petite taille comme lui, est l'aînée des enfants d'un éminent obstétricien dublinois, le Dr John van Lewen. Trois de leurs enfants sont morts en bas âge et la vie ultérieure de leur fille Betty n’est pas claire. Des deux fils survivants, William l'aîné devient un ecclésiastique de l'Église d'Irlande menant une vie rurale, tandis que Jack (John Carteret Pilkington) a une carrière courte mais colorée en tant que chanteur, soldat, acteur et écrivain en Irlande et en Angleterre.
Après avoir divorcé de Laetitia en 1738, Matthew prend Nancy Sandes comme maîtresse, l'épousant le 27 août 1750, moins d'un mois après la mort de Laetitia. Aucun des deux enfants qu’ils ont eus n’a survécu à la petite enfance. Dans son testament du 14 février 1754, depuis détruit, bien qu'il possédait des maisons héritées de ses parents et des œuvres d'art de valeur, il ne laisse à son fils aîné que cinq livres, tandis que Jack et Betty, séparés, reçoivent chacun un shilling.

## Travaux
Certaines des œuvres publiées de Pilkington sont anonymes ou pseudonymes, mais sa paternité est évidente ou généralement reconnue. Il est cependant possible que d'autres œuvres sous des pseudonymes jusqu'ici inconnus soient également de lui. Le livre qui fait sa renommée, cependant, est The Gentleman's and Connoisseur's Dictionary of Painters, qui est régulièrement élargi, révisé et renommé à travers de nombreuses éditions, étant renommé A Dictionary of Painters dans les versions de 1805 et 1810 de Henry Fuseli, puis A General Dictionary of Painters après 1824, communément connu sous le nom de Pilkington's Dictionary. Ses œuvres ne sont pas exemptes de controverses, dont certaines qu'il recherchait, et un exemple est sa contribution à l'Histoire impartiale de Rapin de Thoyras (1784) qui est décrite comme « une falsification extrême de sa vie ».